# Grigori Bassarguine
Pour les articles homonymes, voir Bassarguine.
Grigori Gavrilovitch Bassarguine (en russe : Григорий Гаврилович Басаргин), né en 1790 et décédé le 6 août 1853 à Astrakhan, est un Vitse-admiral et cartographe russe, gouverneur d'Astrakhan (1849-1854), père du vitse-admiral Vladimir Bassarguine.

## Biographie
Grigori Gavriilovitch Bassarguine étudia à l'École navale du Corps des cadets, sortit diplômé en 1805, au grade de garde-marine, il fut affecté dans la Flotte de la Méditerranée placée sous le commandement du vice-amiral Dimitri Nikolaïevitch Senyavine.
Lors de la Guerre russo-turque (1806-1812), en mars 1807, Bassarguine prit part au siège de la forteresse de l'île de Tenedos, à la bataille des Dardanelles (en) (11 mai 1807), aux batailles de Lemnos et du mont Athos (16 juin 1807). En 1813-1814, il participa au débarquement des troupes britanniques sur les côtes des Pays-Bas lors du blocus de la forteresse de Flessingue.
Entre 1823 et 1825, au grade de lieutenant de marine, Grigori Bassarguine commanda une flottille de navires en mer Caspienne ; cette expédition dont il fut le chef cartographia la région nord-ouest de la mer Caspienne : l'Azerbaïdjan, Salyan, Saransk, Lankaran. En récompense du travail fourni, il fut décoré de l'Ordre de Saint-Vladimir (quatrième classe). Ses relevés cartographiques furent utilisés afin d'établir les cartes marines de Lankaran à l'embouchure du fleuve Koura et l'Atlas de l'estuaire de la Volga et de la côte ouest de la mer Caspienne fut publié en 1831 par le Département hydrographique du Ministère de la Marine impériale de Russie.
En 1837, au grade de capitaine (premier rang), Bassarguine fut transféré dans la Flotte de la mer Baltique.
En 1842, Grigori Gavriilovitch Bassarguine cessa ses expéditions en mer et débuta une carrière administrative. Il fut nommé commandant du port d'Astrakan, en 1844 promu kontr-admiral. En 1849, il fut nommé au poste de gouverneur militaire d'Astrakhan, commandant en chef de la flottille de la mer Caspienne, il occupa ces fonctions jusqu'à son décès. En 1852, il fut élevé au grade de vitse-admiral de la Marine impériale de Russie.

### Décès
Grigori Gavriilovitch Bassarguine décéda le 6 août 1853 à Astrakhan.

## Distinctions
- 1825 : Ordre de Saint-Vladimir (quatrième classe)
- Ordre de Sainte-Anne (deuxième classe)
- Ordre de Saint-Georges (quatrième classe)
- Ordre de Saint-Stanislas (première classe)
- Ordre de Sainte-Anne (première classe)